# Sammy Cahn
Sammy Cahn (18 de junho de 1913 — 15 de janeiro de 1993) foi um compositor estadunidense, mais conhecido por suas letras românticas para os musicais da Broadway.
Foi premiado por quatro vezes com o Oscar de melhor canção original. Entre suas canções mais duradouras está "Let It Snow! Let It Snow! Let It Snow!", Coescrita com Jule Styne em 1945.
Sepultado no Westwood Village Memorial Park Cemetery.

## Músicas
Cahn escreveu letras para muitas canções, incluindo:
- 1954 - "Three Coins in the Fountain" (música de Jule Styne ) apresentada por Frank Sinatra no filme Três Moedas na Fonte.
- 1957 - "All the Way" (música de Jimmy Van Heusen ) apresentada por Frank Sinatra no filme The Joker Is Wild.
- 1959 - "High Hopes" (música de Van Heusen) apresentada por Frank Sinatra e Eddie Hodges no filme A Hole in the Head.
- 1963 - "Call Me Irresponsible" (música de Van Heusen) introduzida por Jackie Gleason no filme Papa's Delicate Condition.

Indicados ao Oscar

- 1942 - "I've Heard That Song Before" (música de Styne) do filme Youth on Parade.
- 1944 - "I'll Walk Alone" (música de Styne) do filme Follow the Boys.
- 1945 - "Anywhere" (música de Styne) do filme Tonight and Every Night.
- 1945 - "I Fall in Love Too Facilly" (música de Styne) introduzida por Frank Sinatra no filme Anchors Aweigh.
- 1948 - "It's Magic" (música de Styne) apresentada por Doris Day no filme Romance on the High Seas.
- 1949 - "It's a Great Feeling" (música de Styne) apresentada por Doris Day no filme It's a Great Feeling.
- 1950 - "Be My Love" (música de Nicholas Brodszky ) apresentada por Mario Lanza e Kathryn Grayson no filme The Toast of New Orleans.
- 1951 - "Wonder Why" (música de Brodszky) apresentada por Jane Powell e Vic Damone no filme Rich, Young and Pretty.
- 1952 - "Because You're Mine" (música de Brodszky) apresentada por Mario Lanza no filme Because You're Mine.
- 1955 - “ I Never Stop Loving You ” (música de Brodszky) apresentada por Doris Day no filme Love Me or Leave Me.
- 1955 - "(Love Is) The Tender Trap" (música de Van Heusen) apresentada por Frank Sinatra no filme The Tender Trap.
- 1956 - "Written on the Wind" (música de Victor Young ) para o filme Written on the Wind.
- 1958 - "To Love and Be Loved" (música de Van Heusen) para o filme Some Came Running.
- 1959 - "The Best of Everything" (música de Alfred Newman) para o filme The Best of Everything.
- 1960 - "The Second Time Around" (música de Van Heusen) para o filme High Time.
- 1960 - "Ain't That a Kick in the Head?" (Música de Van Heusen) para o filme Ocean's 11
- 1961 - "Pocketful of Miracles" (música de Van Heusen) para o filme Pocketful of Miracles.
- 1964 - "Where Love Has Gone" (música de Van Heusen) para o filme Where Love Has Gone. (Também indicado ao Globo de Ouro)
- 1964 - "My Kind of Town" (música de Van Heusen) para o filme Robin and the 7 Hoods.
- 1967 - "Thoroughly Modern Millie" (música de Van Heusen) para o filme Thoroughly Modern Millie. (Também indicado ao Globo de Ouro)
- 1968 - "Star" (música de Van Heusen) para o filme Star!. (Também indicado ao Globo de Ouro)
- 1973 - "All That Love Went to Waste" (música de George Barrie ) para o filme A Touch of Class. (Também indicado ao Globo de Ouro)
- 1974 - "Now That We're In Love" (música de Barrie) para o filme Whiffs. (Também indicado ao Globo de Ouro)

Outras canções conhecidas

- "All My Tomorrows" (com Jimmy Van Heusen )
- "Bei mir bist du schoen" (versão em inglês, com Saul Chaplin) (música de Sholom Secunda)
- "Christmas Is For Children" (com Gary Bruce)
- "The Christmas Waltz" (com Jule Styne )
- "Come Dance with Me" (com Van Heusen)
- "Come Fly with Me" (com Van Heusen)
- "Day by Day" (com Paul Weston e Axel Stordahl)
- "Five Minutes More" (com Styne)
- "Home in the Meadow", letra ao som de Greensleeves para o filme How the West Was Won (1962)
- "I Guess I'll Hang My Tears Out to Dry" (com Styne)
- "I'll Never Stop Loving You" (com Nicholas Brodzsky)
- "I Should Care" (com Paul Weston e Axel Stordahl)
- "I Still Get Jealous" (com Styne)
- "It's Been a Long, Long Time" (com Styne)
- "Let It Snow, Let It Snow, Let It Snow" (com Styne)
- "Let Me Try Again" (com Paul Anka e Caravelli )
- "Look to Your Heart" (com Van Heusen)
- "Love and Marriage"" (com Van Heusen)
- "Mr. Booze" (com Van Heusen)
- "Papa, Won't You Dance with Me" (com Styne)
- "Please Be Kind" (com Saul Chaplin)
- "Rhythm Is Our Business" (com Chaplin)
- "Saturday Night (Is the Loneliest Night of the Week)" (com Styne)
- "Teach Me Tonight" (com Gene de Paul)
- "The Things We Did Last Summer" (com Styne)
- "The Secret of Christmas" (com Van Heusen)
- "Time After Time" (com Styne)
- "Until the Real Thing Comes Along" (com Saul Chaplin, Alberta Nichols, Mann Holiner, EF Freeman)
- "You're a Lucky Guy"  (com Chaplin)
- "You Can Fly! You Can Fly! You Can Fly!" de Peter Pan (filme de 1953) (com Sammy Fain)
- "Only Trust Your Heart" (1964), com Benny Carter

As letras de musicais incluem Journey Back to Oz (1971) (música de Van Heusen) e The Wizard of Oz (1982) (música de Joe Hisaishi).